# Enrico Corradini
Enrico Corradini (* 20. Juli 1865 in San Miniatello; † 10. Dezember 1931 in Rom) war ein italienischer Schriftsteller, Politiker, herausragender Publizist und Ideologe des italienischen Nationalismus. 1910 gründete er die erste nationalistische Partei Italiens – Associazione nationalista Italiana (ANI), deren Vorsitzender er bis 1914 war. 1922 war er maßgeblich am Zusammenschluss dieser Partei mit Mussolinis Partito Nazionale Fascista beteiligt.

## Biografie
Corradini erwarb 1888 einen Hochschulabschluss in Literaturwissenschaft, schrieb einige Theaterstücke und verfasste einige Romane. Seine journalistische Tätigkeit widmete er vor allem der Verbreitung seiner nationalistischen Ideen. Er war Mitgründer der Zeitschrift L’Idea Nazionale, in der er für den Eintritt Italiens in den Ersten Weltkrieg und eine imperialistisch-nationalistische Politik Italiens warb. Die Zeitschrift wurde maßgeblich vom Industriekonzern Ansaldo finanziert, mit dem Corradini während des Krieges enge Verbindungen aufgenommen hatte, und erschien bis 1925.
Nach der von ihm leidenschaftlich vorangetriebenen Fusion der nationalistischen Partei mit den Faschisten zum Partito Nazionale Fascista 1922, er war das einzige führende Parteimitglied der ANI, das sich bis zuletzt für einen Zusammenschluss mit den Faschisten starkmachte, wurde er nach der Machtübernahme Mussolinis von König Viktor Emmanuel III. 1923 zum Senator ernannt. In der Folge gehörte er verschiedenen Parlamentskommissionen an und teilte immer weniger den offensichtlichen Abbau des liberalen Staates und gleichzeitigen Aufbau eines totalitären Regimes, wie aus dem erst in den 1960er Jahren veröffentlichten Schriftwechsel mit seinem Weggefährten Luigi Federzoni, dem Senatspräsidenten, bekannt wurde. Mit seiner Ernennung zum Staatsminister 1928 war er politisch praktisch isoliert und konnte keine Akzente in der Politik des Regimes mehr setzen. In der Folgezeit verlor er jeglichen Einfluss auf die Regierungspolitik.

### Politisches Denken
Corradini instrumentalisierte den marxistischen Klassenbegriff, indem er ihn vom Innenverhältnis auf die Ebene der Auseinandersetzung der Nationen transformierte. Er plädierte für eine Klassenkollaboration, wandte sich scharf gegen eine autonome Politik der Arbeiterbewegung und die Idee einer grundlegenden Veränderung der ökonomischen Machtverhältnisse, wie sie insbesondere die maximalistische Mehrheit der sozialistischen Partei forderte. Aus taktischen Gründen übernahm er allerdings einige Termini aus dem begrifflichen Instrumentarium der Linken und formulierte sogar den Begriff des „nationalen Sozialismus“. Auf dem ersten nationalistischen Kongress in Florenz (1910) entwickelte er eine ideologische Charta des Nationalismus, den er dabei als Leitidee definierte, die die Klassen auf ein gemeinsames Ziel orientiere. Italien sei eine proletarische Nation, die sich gegen die reichen bourgeoisen Nationen zu behaupten habe.

## Autorenwerke (Auswahl)

### Romane
- La patria lontana (1910)
- La guerra lontana (1911)
- Le Vie Dell'Oceano (1913)
- Le sette lampade d’oro (1904; 1932)

### Theaterstücke
- L’aurea leggenda di Madonna Chigi, commedia in tre atti, Mondadori, Milano–Verona 1930
- Giulio Cesare, Dramma in V atti, 1902
- Carlotta Corday. Dramma in tre atti, 1908
- Le vie dell'Oceano. Dramma in tre atti, 1913

### Essays
- La conquista di Tripoli: Lettere dalla guerra, seguite da un discorso su La morale della guerra letto a Firenze il 10 gennaio 1912, Mailand 1912
- Sopra le vie del Nuovo Impero; Dall'emigrazione di Tunisi alla guerra nell'Egeo; con un epilogo sopra la civilta commerciale, la civiltà guerresca e i valori morali, Mailand 1912
- Scritti e discorsi 1901-1914, hgg. von Lucia Strappini, Einaudi, Turin 1980
- L’unità e la potenza delle nazioni, Florenz 1922, 1926
- Diario postbellico (1924)